# Rucianka
Rucianka (deutsch Moorbruch) ist ein Ort in der polnischen Woiwodschaft Ermland-Masuren. Er gehört zur Stadt-und-Land-Gemeinde Gmina Młynary (Mühlhausen i. Ostpr.) im Powiat Elbląski (Kreis Elbing).

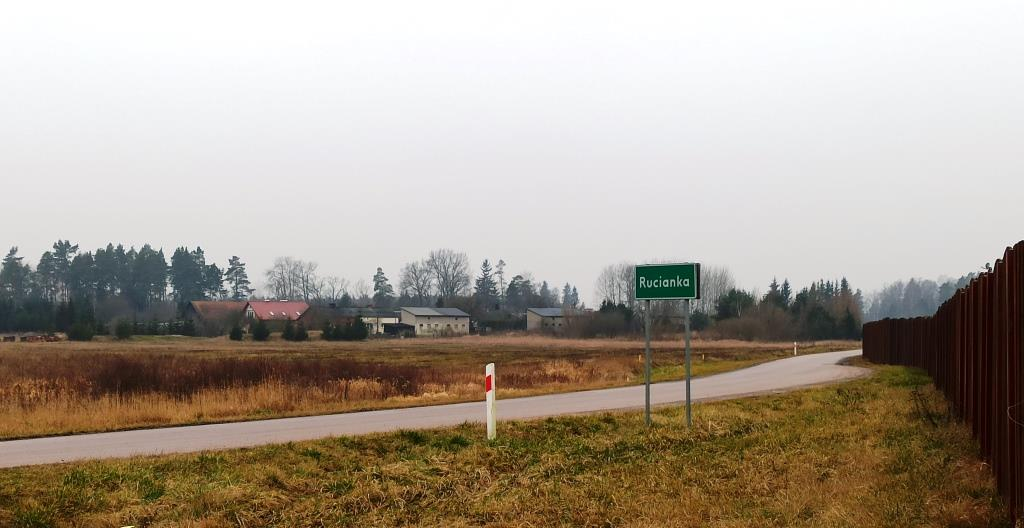
Ortsansicht Rucianka

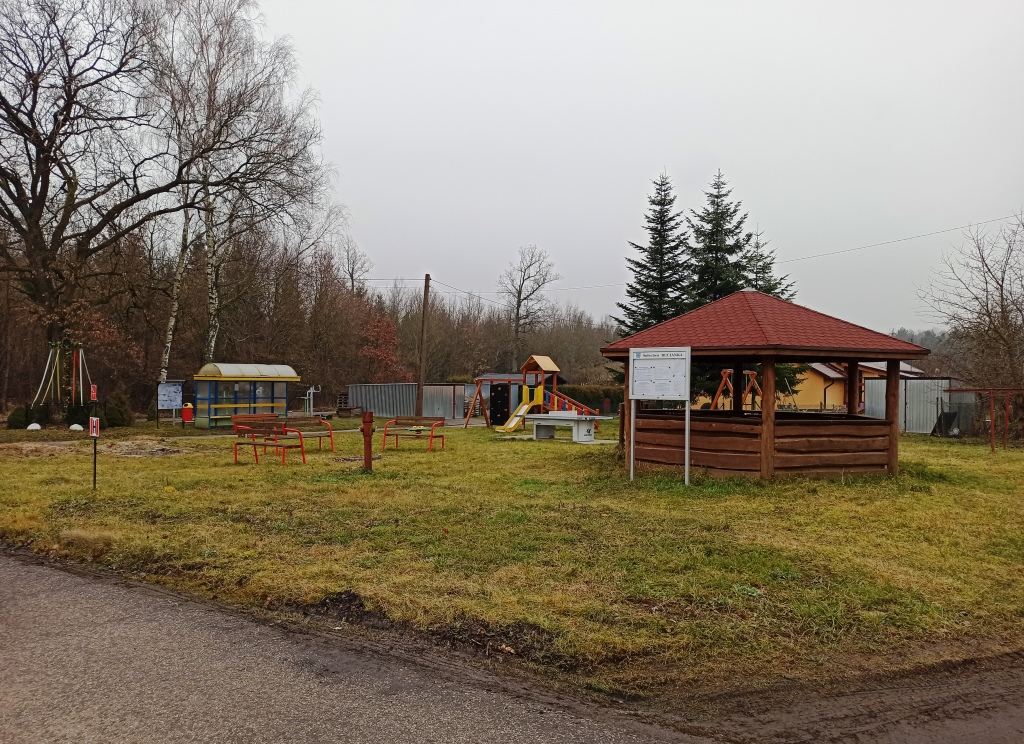
Dorfplatz

## Geographische Lage
Rucianka liegt im Nordwesten der Woiwodschaft Ermland-Masuren, 14 Kilometer südöstlich der früheren Kreisstadt Braunsberg (polnisch Braniewo) bzw. 22 Kilometer nordwestlich der heutigen Kreismetropole Elbląg (Elbing).

## Geschichte
Groß Rautenbergscher Moorbruch, nach 1820 Moorbruch (ohne Zusatzbezeichnung), wurde 1794 gegründet und bestand aus einem kleinen Gehöft. Als Gut gehörte es zu Groß Rautenberg (polnisch Wielkie Wierzno) im ostpreußischen Kreis Braunsberg und war bis 1945 ein Wohnplatz dieser Gemeinde. Im Jahre 1905 zählte es elf Einwohner.
Aufgrund der Abtretung des gesamten südlichen Ostpreußen an Polen in Folge des Potsdamer Abkommens im Jahre 1945 erhielt Moorbruch die polnische Namensform „Rucianka“. Als Osada (= „Siedlung“) ist es heute eine Ortschaft im Verbund der Gmina Młynary (Stadt-und-Land-Gemeinde Mühlhausen) im Powiat Elbląski (Kreis Ebling), von 1975 bis 1998 der Woiwodschaft Elbląg, seither der Woiwodschaft Ermland-Masuren zugehörig. Im Jahre 2021 zählte Rucianka 79 Einwohner.

## Religion
Rucianka gehört heute wie Moorbruch vor 1945 zur römisch-katholischen Kirche in Wielkie Wierzno (Groß Rautenberg) im jetzigen Erzbistum Ermland. Außerdem war es bis 1945 in die evangelische Kirche Frauenburg (polnisch Frombork) in der Kirchenprovinz Ostpreußen der Kirche der Altpreußischen Union eingepfarrt. Heute gehören die evangelischen Einwohner Ruciankas zur Evangelisch-Augsburgischen Kirche in Polen.

## Verkehr
Rucianka liegt direkt an der polnischen Schnellstraße S 22 (frühere deutsche Reichsautobahn Berlin–Königsberg, „Berlinka“), heute auch Europastraße 28. Die nächste Auffahrt ist „Frombork“ bei Błudowo (Bludau). Durch Rucianka führt eine Nebenstraße, die die namensgleichen Orte Nowe Sadłuki (Gmina Młynary) und Nowe Sadłuki (Gmina Frombork) verbindet.
Von der Bahnstrecke Malbork–Braniewo führt ein Anschlussgleis direkt nach Rucianka.